# Téa Leoni
Téa Leoni (/ˈteɪ.ə leɪˈoʊni/; nascuda Elizabeth Pantaleoni; 25 de febrer de 1966) és una actriu i productora estatunidenca. A l'inici de la seva carrera va participar en les comèdies televisives Flying Bind (1992–93) i The Naked Truth (1995–98). Es va fer famosa amb un paper a la pel·lícula de comèdia de 1995 Dos policies rebels. Anys després va tenir papers protagonistes en pel·lícules com ara Deep Impact (1998), Family Man (2000), Parc Juràssic III (2001), Spanglish (2004) i Dick i Jane: Lladres de riure (2005). El 2014 va tornar a la televisió amb el paper protagonista de la sèrie de drama polític de la CBS Madam Secretary.

## Infantesa i família
Va néixer el 25 de febrer de 1966 a la ciutat de Nova York. La seva mare, Emily Ann (Patterson de soltera), era una dietista i nutricionista i el seu pare, Anthony Pantaleoni, era un advocat de dret de societat al bufet Fulbright & Jaworski. El seu avi patern tenia ascendència italiana, anglesa i irlandesa; era nebot de l'economista i polític italià Maffeo Pantaleoni. La seva mare paterna polacoestatunidenca, Helenka Adamowska Pantaleoni, era actriu de cinema i teatre i filla dels músics Józef Adamowski i Antonina Szumowska-Adamowska. La seva mare és nadiua de la ciutat texana d'Amarillo, i neboda de l'actor Hank Patterson.
Leoni es va criar a Englewood, Nova Jersey, i a la ciutat de Nova York i va anar a dues escoles privades de Vermont. Va assistir a Sarah Lawrence College però no va completar-hi els estudis.
En un episodi de Finding Your Roots de 2012, presentat per Henry Louis Gates Jr., va descobrir que la seva mare Emily, que era adoptada, és la filla biològica de Mavis Abilene Gindratt de Vick, Louisiana, i Sumpter James Daniel, els avantpassats del qual eren originaris d'Irlanda i es van assentar a Virgínia a principis del segle xviii i tenien una plantació al comtat de Fairfax, set milles de distància de la de George Washington. Els pares adoptius de la seva mare eren Florry Elizabeth (Roberts de soltera) i Virgil Pearson Patterson.

## Carrera
El 1988, Leoni va ser seleccionada com una de les estrelles d'Angels 88, una versió actualitzada de la sèrie dels 1970 Els àngels de Charlie. Després de retards en la producció, la sèrie mai es va arribar a estrenar. L'any següent, va fer de Lisa DiNapoli al fulletó d'NBC Santa Barbara. El 1991 va debutar al cinema amb un petit paper a la comèdia Una rossa molt dubtosa i després va interpretar un altre petit paper a Elles donen el cop (1992).
Del 1992 al 1993 va actuar amb Corey Parker a la comèdia Flying Blind. El febrer del 1995 va aparèixer a la comèdia Frasier, sèrie derivada de Cheers, com la promesa de Sam Malone (interpretat per Ted Danson). Més tard aquell mateix any va aconseguir un paper a la comèdia The Naked Truth interpretant la periodista sensacionalista Nora Wilde. La sèrie va durar fins al 1998. Va aconseguir el paper protagonista femení a la pel·lícula de comèdia Dos policies rebels, que va ser un èxit a la taquilla amb una recaptació de 141 milions de dòlars mundialment.
Després de deixar la televisió, va tenir un paper protagonista a Deep Impact (1998), una pel·lícula de desastres sobre un meteorit que s'acosta a la Terra. La pel·lícula va rebre crítiques mixtes de la crítica però va ser un èxit a la taquilla amb una recaptació de 349 milions de dòlars. Va tenir dos papers principals en dues altres pel·lícules amb pressupost elevat: la comèdia romàntica Family Man (2000), amb Nicolas Cage, i la pel·lícula de ciència-ficció Parc Juràssic III (2001), fent de l'ex-parella del personatge interpretat per William H. Macy. El 2002 va fer d'executiva d'uns estudis de cinema a Un final made in Hollywood, dirigida per Woody Allen, i va tenir un paper secundari al drama Relacions confidencials. El 2004 va fer de dona del personatge d'Adam Sandler al fracàs a la taquilla Spanglish. L'any següent va protagonitzar amb Jim Carrey la comèdia Dick i Jane: Lladres de riure.
Leoni va coprotagonitzar un seguit de pel·lícules menors de finals dels 2000, incloent-hi You Kill Me i The Smell of Success. Va coprotagonitzar amb Ricky Gervais la comèdia dramàtica supernatural Ghost Town. El 2011 va tenir un paper secundari a la pel·lícula de comèdia Tower Heist. Aquell mateix any també va rodar el pilot d'una comèdia, Spring/Fall, amb Hope Davis, que no va tirar endavant. El 2014 va tornar a la televisió amb el paper protagonista a la sèrie de drama polític de la CBS, Madam Secretary.

## Vida personal
Leoni es va casar amb Neil Joseph Tardio, Jr., un productor comercial de televisió, el 8 de juny de 1991 a Hope, Nova Jersey. Es van divorciar el 1995.
Leoni es va casar amb l'actor David Duchovny el 13 de maig de 1997, després de festejar-hi vuit setmanes. Tenen dos fills: Madelaine West Duchovny (13 d'abril de 1999) i Kyd Miller Duchovny (15 de juny de 2002). El 15 d'octubre de 2008, Leoni i Duchovny van confirmar que havien estat separat durant diversos mesos i que ell havia estat en un centre de rehabilitació per curar l'addició sexual. La parella es va reconcilar però es va tornar a separar el juny de 2011. Duchovny va demanar el divorci el juny de 2014, i van acordar-ne els termes el mes d'agost. Després del divorci, Leoni es va traslladar a Riverside Drive a l'Upper West Side de la ciutat de Nova York.
Leoni va començar a festejar amb el també actor a Madam Secretary Tim Daly el desembre de 2014.

### Treball humanitari
Leoni va ser nomenada ambaixadora de bona voluntat d'UNICEF el 2001. Helenka Pantaleoni, la seva àvia paterna, va presidir el fons dels Estats Units per a UNICEF durant més de 25 anys.

### Asteroide
L'asteroide 8299 Téaleoni, descobert per Eric Elst a La Silla el 1993, va rebre el nom en honor seu.

## Filmografia

### Cinema
| ANy  | Títol                          | Paper                        | Notes                      |
| ---- | ------------------------------ | ---------------------------- | -------------------------- |
| 1991 | Una rossa molt dubtosa         | Connie la noia somniada      |                            |
| 1992 | Elles donen el cop             | Primera base del Racine      |                            |
| 1994 | Wyatt Earp                     | Sally                        |                            |
| 1995 | Dos policies rebels            | Julie Mott                   |                            |
| 1996 | Flirtejant amb el desastre     | Tina Kalb                    |                            |
| 1998 | Deep Impact                    | Jenny Lerner                 |                            |
| 1998 | There's No Fish Food in Heaven | Landeene                     | També productora executiva |
| 2000 | Family Man                     | Kate Reynolds                |                            |
| 2001 | Parc Juràssic III              | Amanda Kirby                 |                            |
| 2002 | Relacions confidencials        | Jilli Hopper                 |                            |
| 2002 | Un final made in Hollywood     | Ellie                        |                            |
| 2004 | House of D                     | Sra. Warshaw                 |                            |
| 2004 | Spanglish                      | Deborah Clasky               |                            |
| 2005 | Dick i Jane: Lladres de riure  | Jane Harper                  |                            |
| 2007 | You Kill Me                    | Laurel Pearson               | També productora executiva |
| 2008 | Ghost Town                     | Gwen                         |                            |
| 2009 | The Smell of Success           | Rosemary Rose                |                            |
| 2011 | Tower Heist                    | Agent especial Claire Denham |                            |

### Televisió
| Any       | Títol                    | Paper                 | Notes                                  |
| --------- | ------------------------ | --------------------- | -------------------------------------- |
| 1989      | Santa Barbara            | Lisa DiNapoli         | 6 episodis                             |
| 1992–1993 | Flying Blind             | Alicia                | 22 episodis                            |
| 1994      | The Counterfeit Contessa | Gina Leonarda Nardino | Telefilm                               |
| 1995      | Frasier                  | Sheila                | Episodi: "The Show Where Sam Shows Up" |
| 1995–1998 | The Naked Truth          | Nora Wilde            | 55 episodis                            |
| 2000      | The X-Files              | Ell mateix            | Episodi: "Hollywood A.D."              |
| 2011      | Spring/Fall              | Margo                 | Pilot no emès                          |
| 2014–2019 | Madam Secretary          | Elizabeth McCord      | 120 episodis; també productora         |

## Premis i nominacions
| Any  | Treball nominat | Premi                                          | Categoria | Resultat  |
| ---- | --------------- | ---------------------------------------------- | --- | --------- |
| 1998 | Deep Impact     | Premis Blockbuster Entertainment               | Actriu preferida – Sci-Fi                                                                                                | Nominat   |
| 2000 | Family Man      | Premis Blockbuster Entertainment               | Actriu preferida – Sci-Fi                                                                                                | Nominat   |
| 2000 | Family Man      | Premis Saturn                                  | Millor actriu | Guanyador |
| 2006 | Ella mateixa    | Premis TV Land                                 | Estrella de la petita/gran pantalla – Dona                                                                               | Nominat   |
| 2007 | You Kill Me     | Premis de l'Alliance of Women Film Journalists | Menció especial EDA – Diferència d'edat més escandalosa entre el protagonista i el seu interès amorós (amb Ben Kingsley) | Nominat   |
| 2014 | Madam Secretary | Premis People's Choice                         | Actriu preferida en una nova sèrie de televisió                                                                          | Nominat   |
| 2016 | Madam Secretary | Premis CBS MVP                                 | Millor discurs motivacional                                                                                              | Nominat   |